# عبد الرحمن مزيان
 عبد الرحمن مزيان (1994 الجزائر- ) هو لاعب كرة قدم جزائري يلعب حالياً في شباب بلوزداد الجزائري. 
لعب سابقاً في اتحاد الجزائر وأمل الأربعاء ونادي العين والترجي الرياضي التونسي.

## روابط خارجية
- عبد الرحمن مزيان على موقع الاتحاد الدولي (مؤرشف)  (الإنجليزية)
- عبد الرحمن مزيان على موقع قاعدة بيانات كرة القدم.إي يو (الإنجليزية)
- عبد الرحمن مزيان على موقع Soccerway.com (الإنجليزية)
- عبد الرحمن مزيان على موقع أوليمبيديا (الإنجليزية)